# Vanessa Heleta
Vanessa Heleta é uma activista dos direitos das mulheres e organizadora das Olimpíadas Especiais de Tonga.
Heleta é a fundadora e directora do Projecto Talitha, uma organização que administra um centro de acolhimento para mulheres e meninas em Tonga, oferecendo segurança, aconselhamento, instrução, capacidade de geração de renda e apoio. Heleta também trabalhou para aumentar a idade de casamento das meninas em Tonga, particularmente através da campanha 'Deixe as meninas serem meninas'.
Heleta também é a Directora Nacional das Olimpíadas Especiais em Tonga. Ela levou atletas a participar em competições desportivas regionais e internacionais, como as Olimpíadas Especiais da Ásia-Pacífico na Austrália, em 2013, e as Olimpíadas Especiais Mundiais em Los Angeles, em 2015, nas quais Tonga conquistou a sua primeira medalha de ouro em Jogos Olímpicos. Ela também dirigiu o Camp Shriver, uma experiência de acampamento projectada por Eunice Shriver, fundadora do movimento Special Olympics, em Tonga, especificamente para mulheres jovens e meninas com deficiência.